# Satellite Stories

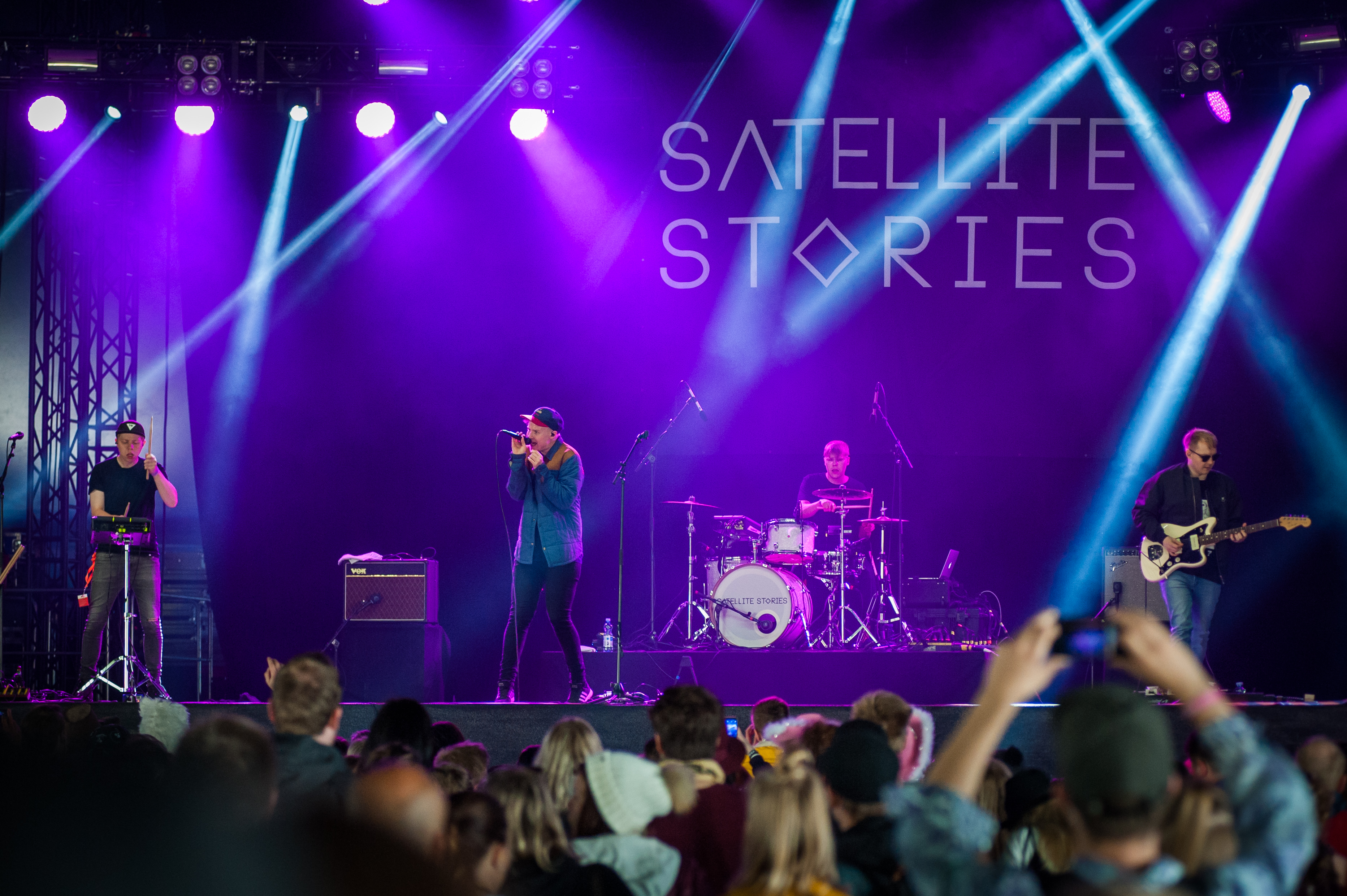
Satellite Stories participando en el festival Ilosaarirock en Joensuu, Finlandia.

Satellite Stories es una banda musical de indie pop creada en Oulu, Finlandia. La banda está formada por Esa Mankinen (voz y guitarra), Marko Heikkinen (guitarra), Jyri Pesonen (bajo) y Olli-Pekka Ervasti (batería). Su primer álbum, Phrases to Break the Ice, fue estrenado por el sello independiente XYZ Berlin el 21 de septiembre de 2012. A finales de 2012, la banda hizo público un contrato con la compañía BMG.
Su música y sus actuaciones en directo fueron alabadas por revistas de música británicas y medios como NME, Q, Clash, MTV UK y The Fly.
La banda lanzó su segundo álbum de estudio, Pine Trails, a finales de 2013. En agosto de 2014, la banda comenzó a grabar su tercer álbum en el Reino Unido junto con el productor Barny Barnicott, quien trabajó previamente con Arctic Monkeys, The Temper Trap y Editors.

## Miembros de la banda
- Esa Mankinen - guitarra, voz
- Marko Heikkinen - guitarra
- Jyri Pesonen - bajo
- Olli-Pekka Ervasti - Batería

## Discografía

### Álbumes de estudio
- Phrases to Break the Ice (2012)
- Pine Trails (2013)
- Vagabonds (2015)
- Young Detectives (2017)
- Cut out the Lights (2018)

### EPs
- Promo EP (2010)
- Scandinavia EP (2012)
- Singles Remixed EP (2013)

### Sencillos
- Family (2011)
- Blame the Fireworks (2011)
- Anti-lover (2012)
- Sirens (2012)
- Kids Aren't Safe in the Metro (2013)
- Scandinavian Girls (2013)
- Campfire (2013)
- The Trap (2014)